# Aanslag door de IRA in Roermond op 27 mei 1990
De aanslag door de IRA in Roermond vond plaats op 27 mei 1990. Vier Australische toeristen werden op de markt in de Nederlandse stad Roermond onder vuur genomen, terwijl zij foto's maakten van het stadhuis van Roermond. Twee van hen, de 24-jarige Stephen Melrose en de 28-jarige Nicholas Spanos, vonden de dood.
Later bleek het om een vergissing te gaan. Een dag later verklaarde een groep van de Noord-Ierse organisatie IRA namelijk dat zij het gemunt had op Britse militairen die in Duitsland, vlak bij Roermond, gelegerd waren. Omdat de Australiërs in een huurauto met een Brits kenteken rondreden, werden zij voor Britse militairen aangezien. Ook wekte het feit dat de toeristen een statief opstelden argwaan bij de IRA-leden.
Enige weken later werden in het Belgisch-Nederlands grensgebied vier personen aangehouden die banden bleken te hebben met de IRA. Zij wisten aanvankelijk te ontsnappen, maar werden later toch gevonden. De door hen gehanteerde wapens bleken ook bij eerdere aanslagen in Duitsland gebruikt te zijn. Het leek dan ook waarschijnlijk dat met deze arrestaties een van de op het vasteland van Europa actieve IRA-cellen was opgerold.
De vrijspraak voor de verdachten zorgde in Groot-Brittannië voor verbazing en verontwaardiging.
In augustus 2010 streek een ploeg van het Australische nieuws- en actualiteitenprogramma Sunday Night neer in Roermond om een documentaire annex reconstructie te maken van de aanslag uit 1990. Met de filmploeg waren ook de ouders en zussen van een van de slachtoffers (Stephen Melrose) meegekomen, om de plek van gebeurtenis zelf in ogenschouw te nemen. Ze legden er bloemen neer en reisden later door naar Ierland.
In 2020 werd de internationale tv-miniserie The Spectacular over de aanslag in Roermond opgenomen, met Hadewych Minis als hoofdrechercheur.